# Ателиетата в Ла Сиота
„Ателиетата в Ла Сиота“ (френски: Ateliers de La Ciotat) е френски късометражен документален ням филм от 1896 година, заснет от режисьора Луи Люмиер. Кадри от филма не са достигнали до наши дни и той се смята за изгубен.

## Продукция
Снимките на филма протичат в родното място братята Люмиер, Ла Сиота и показват работата на различни хора в ателиетата на града.